# Spermacoce cassuangensis
Spermacoce cassuangensis är en måreväxtart som beskrevs av Ronald D'Oyley Good. Spermacoce cassuangensis ingår i släktet Spermacoce och familjen måreväxter. Inga underarter finns listade i Catalogue of Life.